# Alister Jack
Alister Jack (Dumfries, 7 luglio 1963) è un politico britannico, Segretario di Stato per la Scozia dal 24 giugno 2019 al 5 luglio 2024.

## Biografia
Davies è iscritto al Partito Conservatore e viene eletto al parlamento per la prima volta nel 2017, nel collegio di Dumfries and Galloway. Nel maggio 2023 annuncia pubblicamente di non ricandidarsi alle elezioni generali dell'anno successivo.